# Reformismusstreit
Der Reformismusstreit war eine Debatte innerhalb der SPD in den 1890er Jahren. Die Hauptstreitpunkte waren die Zustimmung zu den Budgets der Parlamente und die Agrarfrage. 

## Hintergrund
Der Hintergrund war nach dem Ende des Sozialistengesetzes die Frage, ob und wie man auf mittlere Sicht neben den Industriearbeitern auch Wähler anderer Bevölkerungsgruppen für die Sozialdemokratie gewinnen könnte. Insbesondere die bayerische SPD hatte nach der Reichstagswahl von 1890 ihre Anstrengungen intensiviert, Anhänger unter der Landbevölkerung zu gewinnen. Vor allem weil Georg von Vollmar in Versammlungen den im Erfurter Programm prognostizierten Untergang des Kleinbauerntums nicht thematisierte, hatte dies durchaus einen gewissen Erfolg. 
In Süddeutschland entwickelte sich die SPD insgesamt weniger zu einer Klassenpartei der Arbeiterschaft. Sie trug dort vielmehr Züge einer Volkspartei. Die Gründe dafür lagen zum einen in der weniger großbetrieblichen Wirtschaftsstruktur und zum anderen in einer geringer ausgeprägten antisozialdemokratischen Haltung von Staat und bürgerlicher Gesellschaft. Nachdem es der sozialdemokratischen Landtagsfraktion gelungen war, in einigen sozialen Fragen Erfolge zu erzielen, hatte sie in Bayern dem Landeshaushalt zugestimmt. Im Gegensatz dazu hatte sich die norddeutsch-preußische Sozialdemokratie grundsätzlich dagegen festgelegt, dem „Klassenstaat“ Mittel zur Verfügung zu stellen.

## Positionen
Auf dem Parteitag von 1894 in Frankfurt am Main kam es zu heftigen Auseinandersetzungen über den reformistischen Kurs der Partei in Süddeutschland. Zur Budgetfrage lagen dem Parteitag zahlreiche Anträge vor. August Bebel vertrat dabei die kompromisslose norddeutsche Linie, als er forderte: „Lasst nicht die Opportunität, nicht die Zweckmäßigkeit, lasst das Prinzip siegen.“ Zu einer klaren Entscheidung kam es nicht. Dies bedeutete, dass die Partei grundsätzlich am Prinzip der Fundamentalopposition festhielt, aber den Landtagsfraktionen Spielraum für einen anderen Weg nicht versperrte.
Umstritten blieb auch die Agrarfrage. Der Frankfurter Parteitag stimmt nach der Debatte einer Resolution zu, die Reformen auf Basis der bestehenden Gesellschaftsordnung nicht ausschloss. Zur Vorbereitung eines Agrarprogramms wurde eine Kommission eingesetzt. Damit schien die reformistische Richtung, die auch das Kleinbauerntum für die Partei gewinnen wollte, einen Erfolg erzielt zu haben.
Allerdings löste dieser Beschluss in der Folge heftige Gegenreaktionen aus. Nicht zuletzt Bebel sprach sich deutlich gegen diese Beschlüsse aus. Der immer stärkere innerparteiliche Streit führte fast zu einem Bruch der norddeutsch dominierten Partei mit den süddeutschen Reformisten. Erst drohende Ausnahmegesetze wie die Umsturzvorlage ließen den innerparteilichen Konflikt in den Hintergrund treten. 
Die Agrarkommission hatte in intensiver Arbeit schließlich Vorschläge für eine Ergänzung des Erfurter Programms erarbeitet, die verschiedene Unterstützungsmaßnahmen für die Landwirtschaft vorsahen. Der Widerspruch zwischen der Theorie eines zusammenbrechenden kleinbäuerlichen Sektors und die Ankündigung konkreter Hilfsmaßnahmen ließ sich allerdings nicht auflösen. Eduard David, der als einer der kenntnisreichsten Agrarexperten der Partei galt, argumentierte, die theoretische Annahme sei nicht von der empirischen Realität gedeckt. „Ein Auffressen der kleineren Betriebe durch die mittleren, der mittleren durch die großen und die großen durch die Riesenbetriebe ist als Massenerscheinung in der Landwirtschaft nirgends zu konstatieren.“ Dem widersprach Karl Kautsky, der für das tatsächlich feststellbare Überleben der Kleinbetriebe vor allem die Selbstausbeutung und die vergleichsweise geringe Marktanbindung der Kleinbesitzer verantwortlich machte. Unabhängig von der Frage der Konzentration in der Landwirtschaft kritisierte Kautsky das Agrarprogramm auch deshalb, weil es in der Landbevölkerung nicht den Wunsch nach einer Änderung der Klassenverhältnisse verstärke, sondern im Gegenteil den Drang nach landwirtschaftlichem Eigentum noch verstärke. „Nur der hoffnungslose Bauer wird Sozialdemokrat, nur derjenige, der die Überzeugung gewonnen hat, dass ihm im Rahmen der bestehenden Staats- und Gesellschaftsordnung nicht zu helfen ist.“ Im Prinzip wurde diese Position auch von Eduard Bernstein und Friedrich Engels geteilt. Diese Stellungnahmen verstärkten noch die ablehnende Haltung gegenüber dem agrarischen Reformprogramm in weiten Teilen der Partei. Kautsky konnte 1895 daher auf dem Parteitag in Breslau ohne größere Probleme die Ablehnung der Reformvorhaben durchsetzen. Allerdings ging der ideologische Rigorismus Kautskys selbst Bebel zu weit.  „Die Breslauer Beschlüsse verlängern unsere Wartezeit um mindestens zehn Jahre, aber dafür haben wir das Prinzip gerettet.“

## Folgen
Die Aufgabe des Agrarprogramms bedeute auf Reichsebene eine Absage an den süddeutschen Reformismus und hat dazu geführt, dass die SPD in der Folge sich immer stärker als eine Klassenpartei des städtischen Proletariats und nicht als Volkspartei verstand. Allerdings war der Reformismusstreit auch als Ursache für den späteren Revisionismusstreit von Bedeutung. Unabhängig von Theorie und Beschlusslage der Partei blieb die praktische Reformarbeit vor Ort überdies eine weit verbreitete Alltagspraxis von Funktionären der SPD und der Freien Gewerkschaften.

## Belege
1. ↑  Lehnert, S. 88
2. ↑  zur Problematik des landwirtschaftlichen Kleinbesitzes mit Hinweisen auch zu den Positionen in der SPD vergl. Robert von Friedeburg: Heimgewerbliche Verflechtung, Wanderarbeit und Parzellenbesitz in der ländlichen Gesellschaft des Kaiserreiches. In: Archiv für Sozialgeschichte, Jg. 1996 S. 27–50
3. ↑  Zu den Agrardebatten der SPD vgl. Andreas Dornheim: Sozialdemokratie und Bauern - agrarpolitische Positionen und Probleme der SPD zwischen 1890 und 1948, in: Jahrbuch für Forschungen zur Geschichte der Arbeiterbewegung, Heft II/2003.
4. ↑  Lehnert, S. 89
5. ↑  Lehnert, S. 90
6. ↑  Lehnert, S. 91